# San Lucas Zoquiápam
San Lucas Zoquiápam är en kommun i Mexiko.   Den ligger i delstaten Oaxaca, i den sydöstra delen av landet, 280 km sydost om huvudstaden Mexico City.
Följande samhällen finns i San Lucas Zoquiápam:
- San José Vista Hermosa
- San Marcos Liquidámbar
- Peña Colorada
- El Paxtle
- Loma Ocotitlán
- Buena Vista
- El Vizaje
- Tierra Colorada
- San Juan la Unión
- Loma Izote
- Llano de Álamo
- Agua Negra